# Droga krajowa nr 32 (Polska)
Droga krajowa nr 32 (DK32) – droga krajowa klasy GP o długości ok. 168 km, przebiegająca przez województwa lubuskie i wielkopolskie, prowadząca od granicy z Niemcami w Gubinku koło Gubina do Stęszewa. Lokalnie pełni funkcję obwodnic dla miast przez które przebiega. Przez 14 km ma przebieg wspólny z drogą ekspresową S3. Łączy aglomerację poznańską z zielonogórską oraz z granicą polsko-niemiecką.
Na odcinku Granowo-Strykowo (od Granowa do przejazdu kolejowo-drogowego na linii Poznań-Wolsztyn-Sulechów) zlokalizowany był drogowy odcinek lotniskowy „Granowo”. Odcinek ten został przebudowany w 2009 roku. Jezdnia o 4 pasach ruchu (po 2 w każdą stronę) została przekształcona w odcinek z 3 pasami ruchu (2+1). Dobudowano zatoki autobusowe, lewoskręty i wykonano dużą liczbę elementów odblaskowych. Droga ta stanowi drogę klasy GP (główna ruchu przyspieszonego).
Na niektórych odcinkach jezdnia wraz z poboczem (asfalt) ma 8-9 metrów, na większości przebiegu ma jednak 7 metrów szerokości. Przebudowano odcinek Żodyń – Kargowa i poszerzono drogę z 6 do 8 metrów szerokości (w tym obustronne opaski po 0,5 m). W takim samym standardzie przebudowano odcinek Wolsztyn – Rakoniewice.
W Wolsztynie z obu stron miasta wybudowano duże ronda usprawniające ruch (zwłaszcza tranzytowy) w kierunku na Nową Sól (zachód miasta) i ku autostradzie A2 (północny wschód miasta).
Wzdłuż drogi na małych odcinkach znajdują się wydzielone poza koroną jezdni drogi rowerowe (okolice Wolsztyna, Rakoniewic – Drzymałowa, Ruchocic i Grodziska Wielkopolskiego). Planowana w ostatnich latach budowa obwodnicy Kargowej nie zostanie zrealizowana w najbliższym czasie.
23 sierpnia 2024 roku oddano do ruchu nowy odcinek, będący jednocześnie obwodnicą Strykowa. Powstał w ramach rządowego Programu budowy 100 obwodnic na lata 2020-2030 (PB100). W jego ciągu powstały dwa wiadukty nad linią kolejową Wolsztyn-Poznań. Łączny koszt inwestycji wyceniano wstępnie na 65 631 500,23 zł, natomiast umowa zawarta została zawarta na kwotę 78 291 626,59 zł. Realizacja odbyła się w systemie Projektuj i buduj, a głównym wykonawcą była firma PORR S.A..

## Dopuszczalny nacisk na oś
Od 13 marca 2021 roku na całej długości drogi dopuszczalny jest ruch pojazdów o nacisku pojedynczej osi do 11,5 tony.

### Do 13 marca 2021 r.
Wcześniej droga krajowa nr 32 była objęta ograniczeniami dopuszczalnego nacisku pojedynczej osi:
| Znak | Dopuszczalny nacisk | Odcinek |
| ---- | ------------------- | --- |
| DK32 | do 11,5 tony        | - Zielona Góra – Sulechów (odcinek wspólny z drogą S3)                                                           |
| DK32 | do 10 ton           | - granica państwa – Gubinek – Połupin – Zielona Góra (węzeł Zielona Góra Północ) - Sulechów – Wolsztyn – Stęszew |

## Historia

### Numeracja
Na przestrzeni lat trasa posiadała różne oznaczenia i klasyfikacje:
| Numer | Numer | Kategoria                                                                        | Przebieg drogi                                                                     | Lata obowiązywania | Źródło | Uwagi |
| ----- | ----- | -------------------------------------------------------------------------------- | ---------------------------------------------------------------------------------- | ------------------ | --- | --- |
| ?     | ?     | • droga drugorzędna • droga państwowa (lata 70. – 1985)                          | granica państwa – Gubin – Połupin                                                  | 1952 – 1986        | - Mapa samochodowa Polski 1:1 000 , Warszawa: Państwowe Przedsiębiorstwo Wydawnictw Kartograficznych, 1962. Brak numerów stron w książce - Atlas samochodowy Polski 1:500 000. Wyd. IV. Warszawa: Państwowe Przedsiębiorstwo Wydawnictw Kartograficznych, 1965. Brak numerów stron w książce | • nieznana numeracja • kategoria na podstawie materiałów źródłowych                                             |
| 42    | 42    | • droga państwowa (do 1985) • droga krajowa (od 1 X 1985)                        | Połupin – Zielona Góra                                                             | 1952 – 1970/1971   | - Mapa samochodowa Polski 1:1 000 , Warszawa: Państwowe Przedsiębiorstwo Wydawnictw Kartograficznych, 1962. Brak numerów stron w książce - Atlas samochodowy Polski 1:500 000. Wyd. IV. Warszawa: Państwowe Przedsiębiorstwo Wydawnictw Kartograficznych, 1965. Brak numerów stron w książce | |
| 40    | 40    | • droga państwowa (do 1985) • droga krajowa (od 1 X 1985)                        | Połupin – Zielona Góra                                                             | 1970/1971 – 1986   | - Mapa samochodowa Polski 1:1 000 , wyd. dziesiąte, Warszawa: Państwowe Przedsiębiorstwo Wydawnictw Kartograficznych, 1971. Brak numerów stron w książce - Samochodowy atlas Polski 1:500 000. Wyd. V. Warszawa: Państwowe Przedsiębiorstwo Wydawnictw Kartograficznych, 1979. ISBN 83-7000-017-7. Brak numerów stron w książce - Samochodowy atlas Polski 1:500 000. Wyd. IX. Warszawa: Państwowe Przedsiębiorstwo Wydawnictw Kartograficznych, 1985. Brak numerów stron w książce | |
| 46    | E14   | • droga państwowa (do 1985) • droga krajowa (od 1 X 1985) • droga międzynarodowa | Zielona Góra – Sulechów                                                            | 1952 – 1986        | - Mapa samochodowa Polski 1:1 000 , Warszawa: Państwowe Przedsiębiorstwo Wydawnictw Kartograficznych, 1962. Brak numerów stron w książce - Atlas samochodowy Polski 1:500 000. Wyd. IV. Warszawa: Państwowe Przedsiębiorstwo Wydawnictw Kartograficznych, 1965. Brak numerów stron w książce - Mapa samochodowa Polski 1:1 000 , wyd. dziesiąte, Warszawa: Państwowe Przedsiębiorstwo Wydawnictw Kartograficznych, 1971. Brak numerów stron w książce - Samochodowy atlas Polski 1:500 000. Wyd. V. Warszawa: Państwowe Przedsiębiorstwo Wydawnictw Kartograficznych, 1979. ISBN 83-7000-017-7. Brak numerów stron w książce - Samochodowy atlas Polski 1:500 000. Wyd. IX. Warszawa: Państwowe Przedsiębiorstwo Wydawnictw Kartograficznych, 1985. Brak numerów stron w książce | od II połowy lat 60. numeracja krajowa nie była nanoszona na ówczesne drogowskazy ani mapy i atlasy samochodowe |
| 44    | 44    | • droga państwowa (do 1985) • droga krajowa (od 1 X 1985)                        | Sulechów – Wolsztyn – Stęszew                                                      | 1952 – 1986        | - Mapa samochodowa Polski 1:1 000 , Warszawa: Państwowe Przedsiębiorstwo Wydawnictw Kartograficznych, 1962. Brak numerów stron w książce - Atlas samochodowy Polski 1:500 000. Wyd. IV. Warszawa: Państwowe Przedsiębiorstwo Wydawnictw Kartograficznych, 1965. Brak numerów stron w książce - Mapa samochodowa Polski 1:1 000 , wyd. dziesiąte, Warszawa: Państwowe Przedsiębiorstwo Wydawnictw Kartograficznych, 1971. Brak numerów stron w książce - Samochodowy atlas Polski 1:500 000. Wyd. V. Warszawa: Państwowe Przedsiębiorstwo Wydawnictw Kartograficznych, 1979. ISBN 83-7000-017-7. Brak numerów stron w książce - Samochodowy atlas Polski 1:500 000. Wyd. IX. Warszawa: Państwowe Przedsiębiorstwo Wydawnictw Kartograficznych, 1985. Brak numerów stron w książce | w atlasie samochodowym z 1965 r. oznaczana jako droga drugorzędna                                               |
| 274   | 274   | droga krajowa                                                                    | granica państwa – Gubin – Połupin                                                  | 14 II 1986 – 2000  | - Uchwała nr 192 Rady Ministrów z dnia 2 grudnia 1985 r. w sprawie zaliczenia dróg do kategorii dróg krajowych (M.P. z 1986 r. nr 3, poz. 16) - Polska: atlas samochodowy 1:300 000. Wyd. pierwsze. Warszawa: Polskie Przedsiębiorstwo Wydawnictw Kartograficznych, 1992. ISBN 83-7000-080-0. Brak numerów stron w książce - Polska: mapa samochodowa 1:700 000, wyd. II Zmienione i poprawione, Szczecin: Wydawnictwo Kartograficzne KOMPAS, 1997–1998, ISBN 83-904373-3-3. Brak numerów stron w książce - Rozporządzenie Rady Ministrów z dnia 15 grudnia 1998 r. w sprawie ustalenia wykazu dróg krajowych i wojewódzkich (Dz.U. z 1998 r. nr 160, poz. 1071) | dozwolony ruch ciężki – dopuszczalny nacisk na oś pojedynczą do 10 ton                                          |
| 275   | 275   | droga krajowa                                                                    | Połupin – Zielona Góra                                                             | 14 II 1986 – 2000  | - Uchwała nr 192 Rady Ministrów z dnia 2 grudnia 1985 r. w sprawie zaliczenia dróg do kategorii dróg krajowych (M.P. z 1986 r. nr 3, poz. 16) - Polska: atlas samochodowy 1:300 000. Wyd. pierwsze. Warszawa: Polskie Przedsiębiorstwo Wydawnictw Kartograficznych, 1992. ISBN 83-7000-080-0. Brak numerów stron w książce - Polska: mapa samochodowa 1:700 000, wyd. II Zmienione i poprawione, Szczecin: Wydawnictwo Kartograficzne KOMPAS, 1997–1998, ISBN 83-904373-3-3. Brak numerów stron w książce - Rozporządzenie Rady Ministrów z dnia 15 grudnia 1998 r. w sprawie ustalenia wykazu dróg krajowych i wojewódzkich (Dz.U. z 1998 r. nr 160, poz. 1071) | dozwolony ruch ciężki – dopuszczalny nacisk na oś pojedynczą do 10 ton                                          |
| 3     | E65   | • droga krajowa • droga międzynarodowa                                           | Zielona Góra – Sulechów                                                            | od 14 II 1986      | jw. oraz: - Polska: mapa samochodowa z podziałem administracyjnym 1:700 000, wyd. XII Zmienione, poprawione i uaktualnione, Szczecin: Wydawnictwo Kartograficzne KOMPAS, 2004–2005, ISBN 83-904373-7-6. Brak numerów stron w książce | obecnie odcinek wspólny drogi ekspresowej S3 i drogi krajowej nr 32                                             |
| 32    | 32    | droga krajowa                                                                    | Sulechów – Wolsztyn – Stęszew                                                      | od 14 II 1986      | jw. oraz: - Polska: mapa samochodowa z podziałem administracyjnym 1:700 000, wyd. XII Zmienione, poprawione i uaktualnione, Szczecin: Wydawnictwo Kartograficzne KOMPAS, 2004–2005, ISBN 83-904373-7-6. Brak numerów stron w książce | |
| 32    | 32    | droga krajowa                                                                    | granica państwa – Gubinek – Połupin – Zielona Góra – Sulechów – Wolsztyn – Stęszew | od 2000            | - Zarządzenie nr 6 Generalnego Dyrektora Dróg Publicznych z dnia 9 maja 2000 r. w sprawie nowych numerów dróg krajowych [online], Rzeczpospolita, 4 lipca 2000. - Polska: mapa samochodowa z podziałem administracyjnym 1:700 000, wyd. XII Zmienione, poprawione i uaktualnione, Szczecin: Wydawnictwo Kartograficzne KOMPAS, 2004–2005, ISBN 83-904373-7-6. Brak numerów stron w książce - Załącznik do Zarządzenia nr 34 Generalnego Dyrektora Dróg Krajowych i Autostrad z dnia 21 grudnia 2005 r. w sprawie nadania numerów drogom krajowym. gddkia.gov.pl. - Polska 2016: mapa samochodowa 1:700 000, wyd. XXVII, Dom Wydawniczy PWN, 2016, ISBN 978-83-7705-942-5. Brak numerów stron w książce                                                                           | informacje dla ruchu ciężkiego                                                                                  |

### Przebudowy i remonty
- 24 sierpnia 2020 roku rozpoczęto prace nad przebudową skrzyżowania z drogą wojewódzką nr 305 i ul. Gajewskich w Wolsztynie (droga powiatowa nr 3831P) na skrzyżowanie o ruchu okrężnym. Koszt tego przedsięwzięcia wyniósł 9 343 649,77 zł. Wykonawcą zostało konsorcjum firm Infrakom Chwalim oraz Infrakom Kościan.

#### Skrzyżowanie przed przebudową

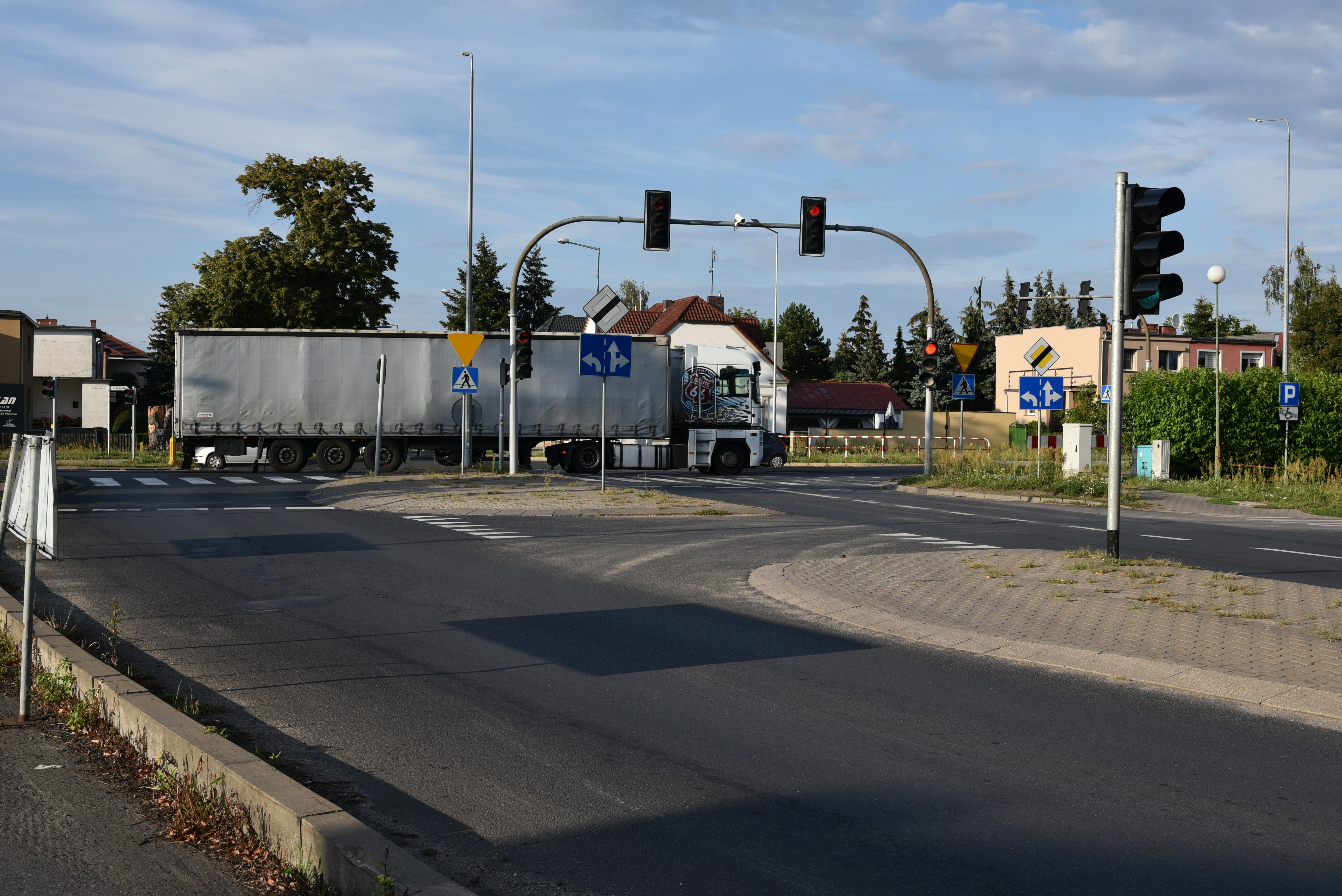
Widok od strony DW305
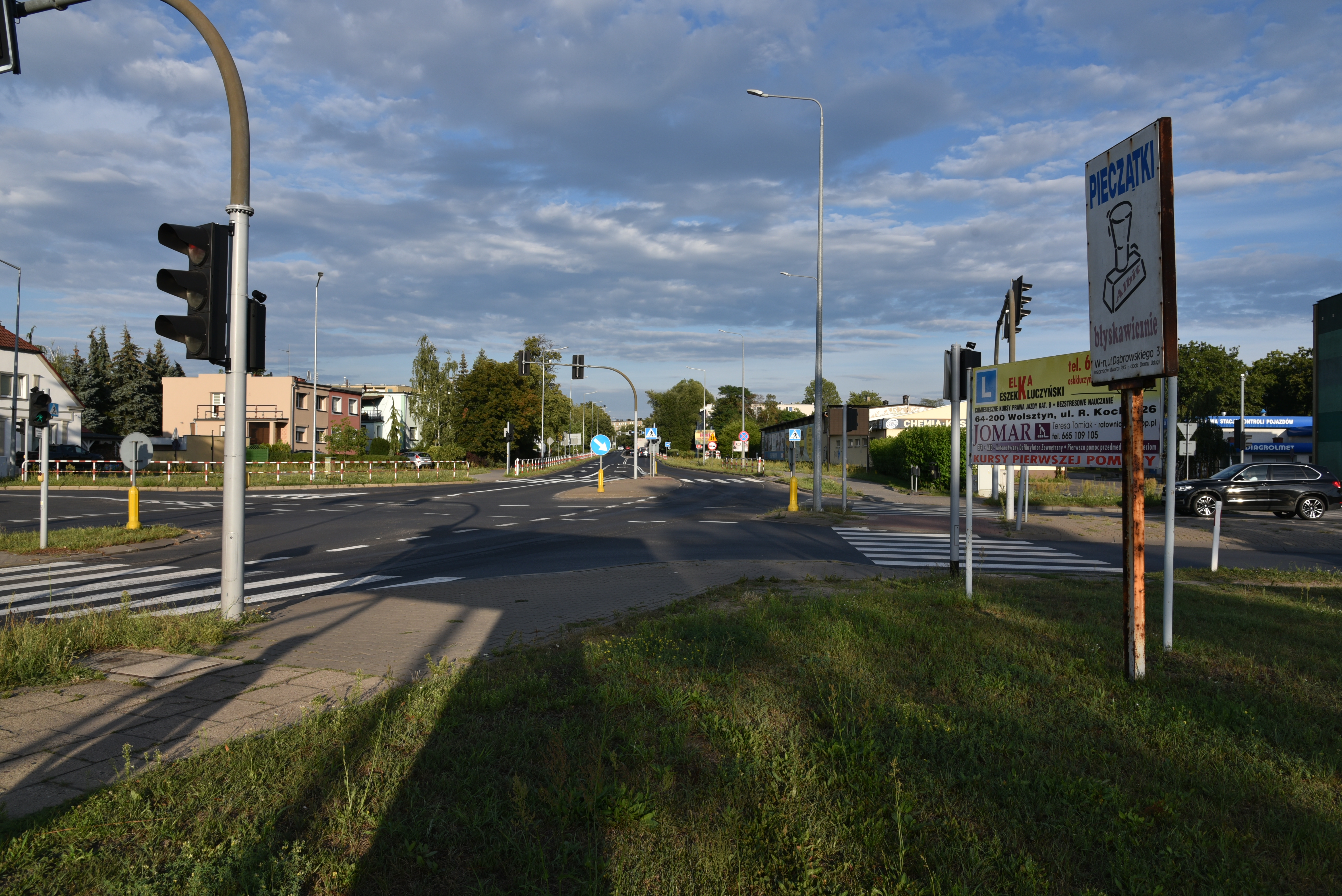
Widok od strony Zielonej Góry
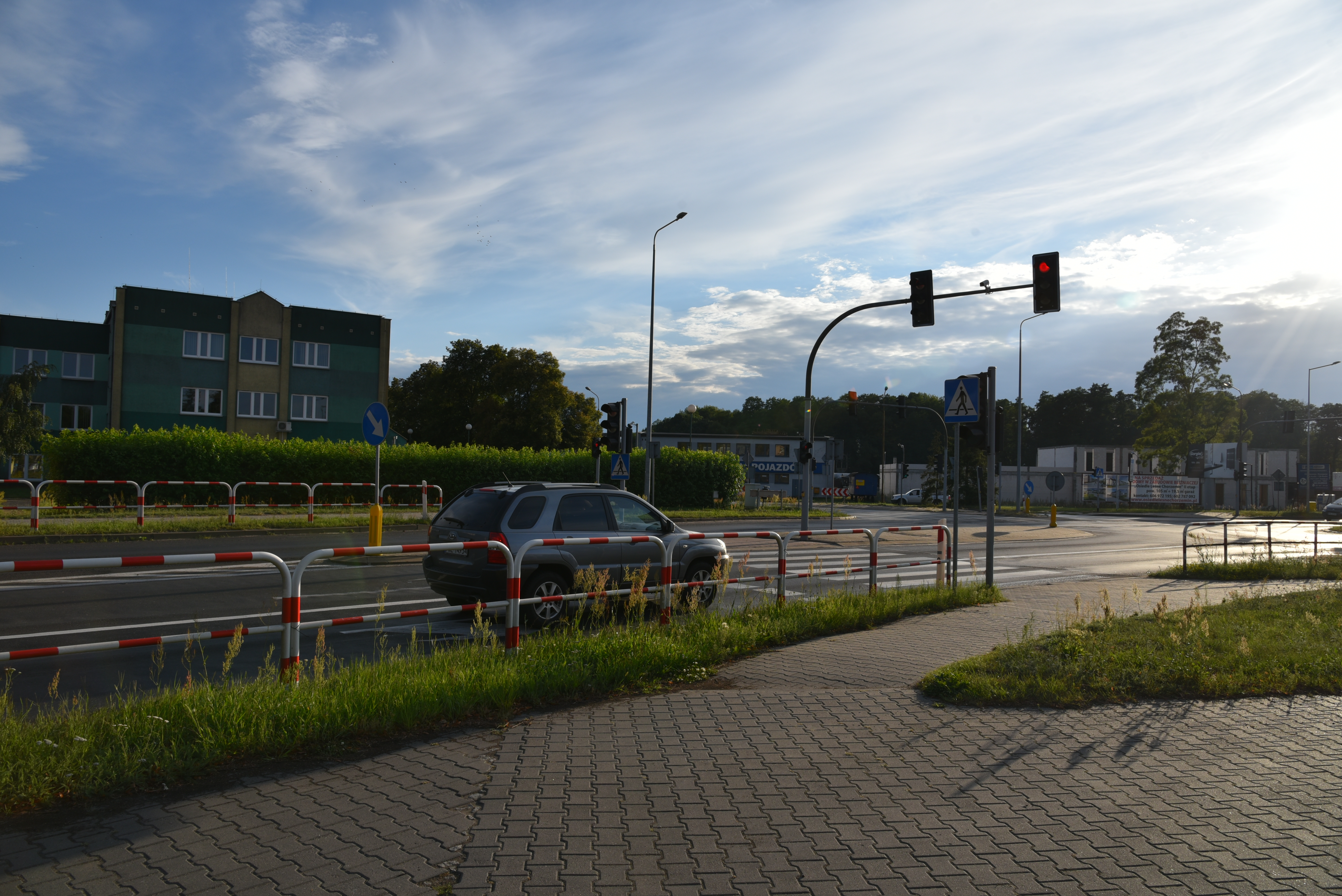
Widok od strony Poznania
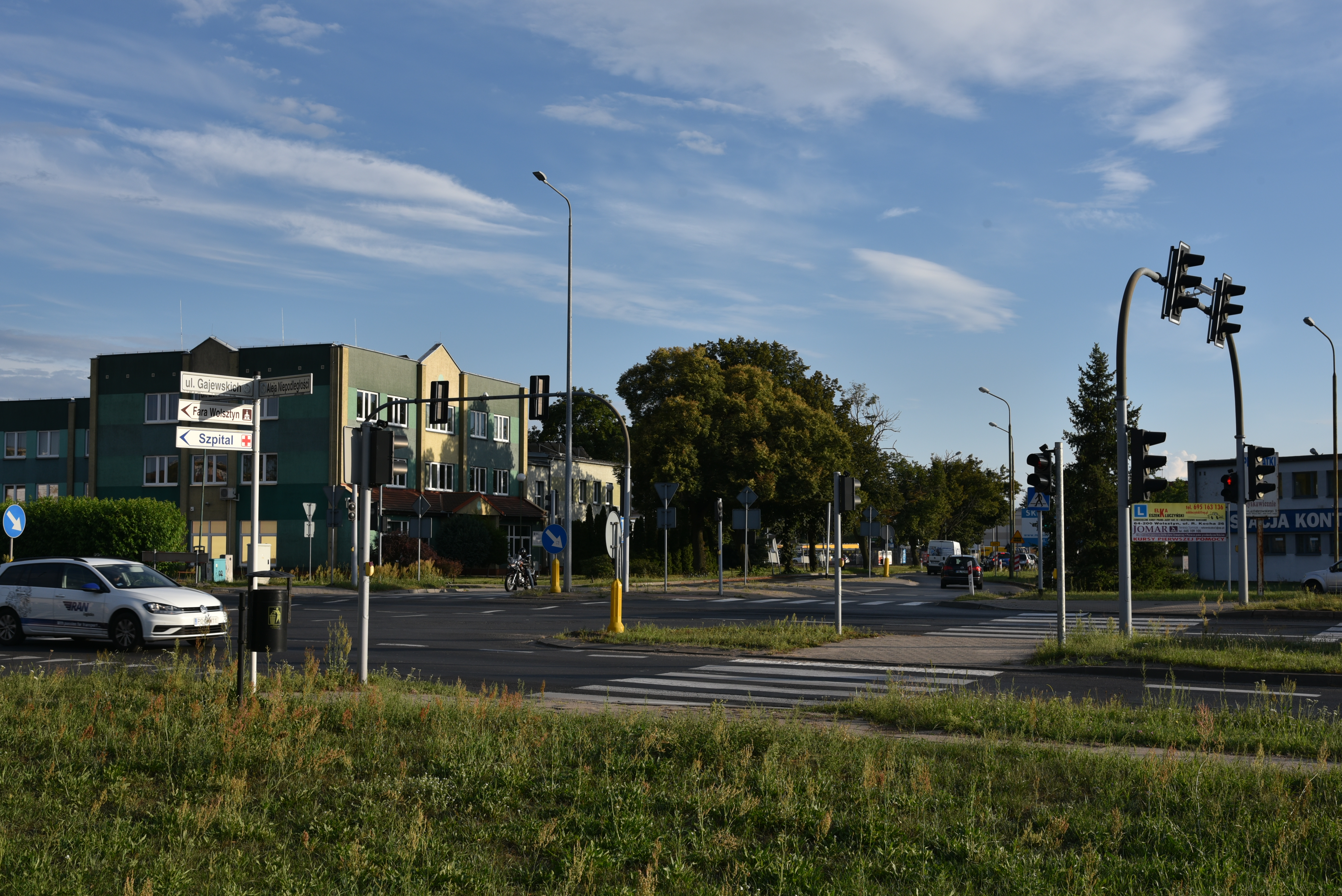
Widok od ulicy Gajewskich

#### Skrzyżowanie w trakcie przebudowy

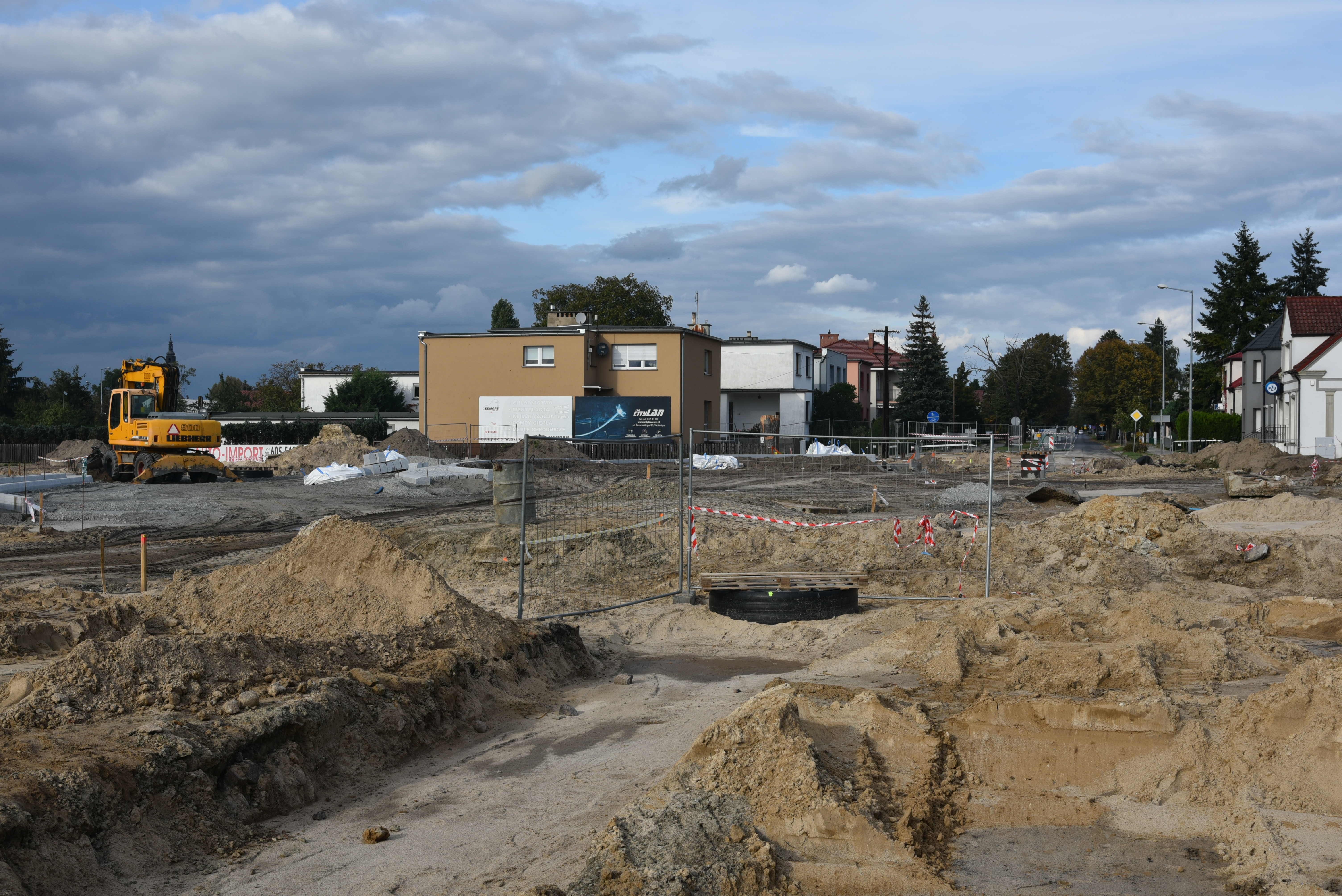
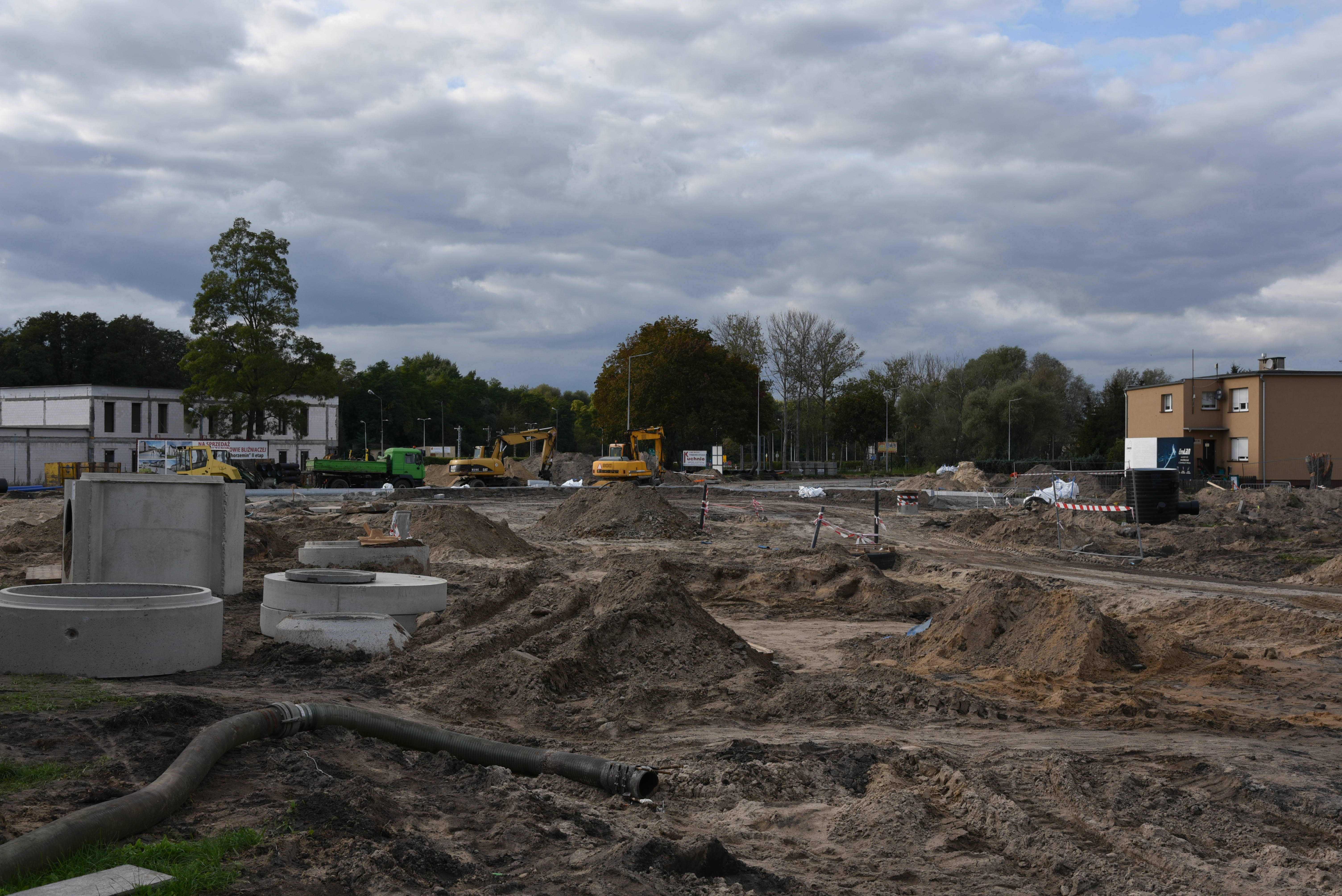
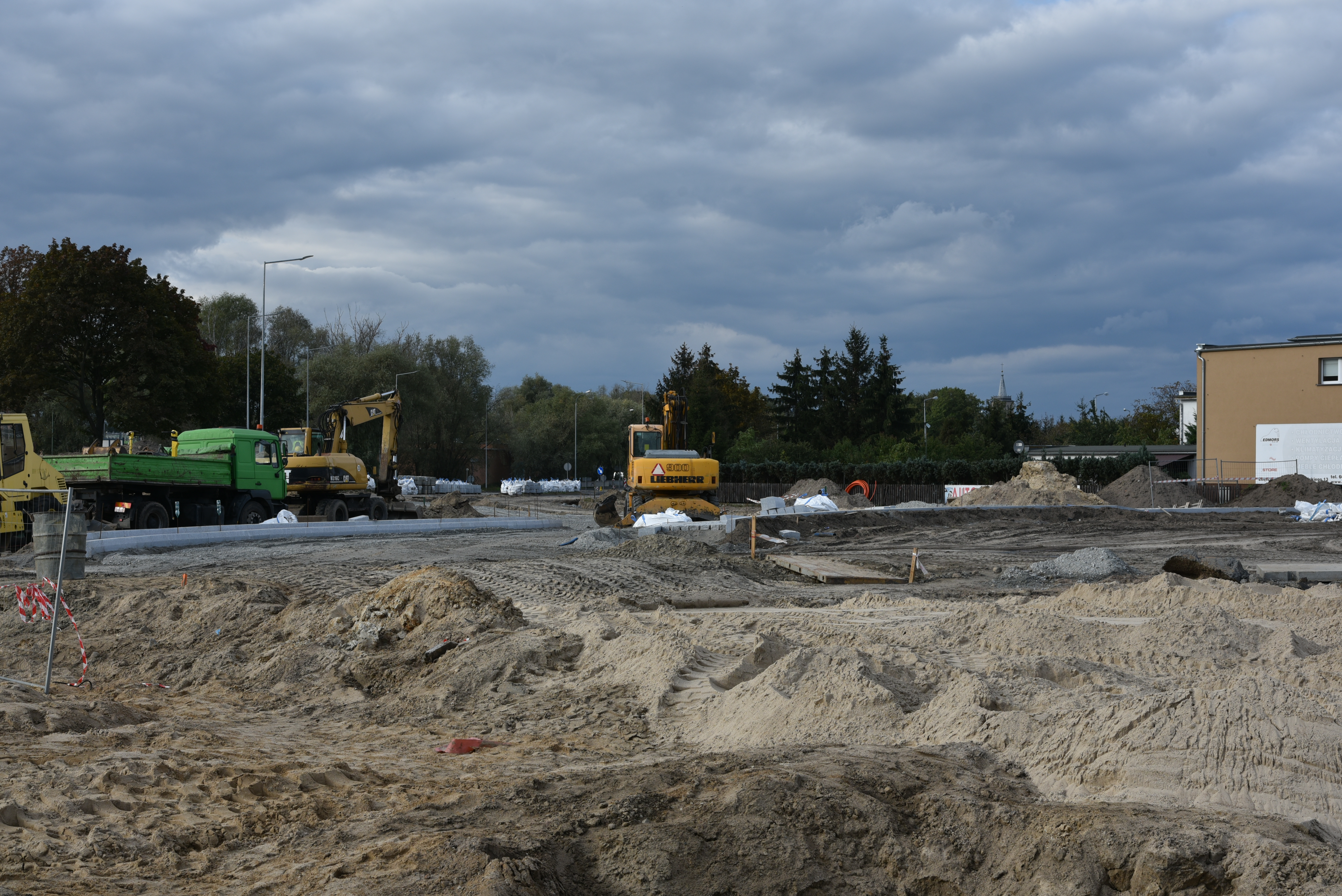

## Miejscowości leżące przy trasie 32

### województwo lubuskie
- Gubinek – granica z Niemcami
- Gubin – obwodnica
- Brzózka
- Krosno Odrzańskie – obwodnica
- Dąbie (DK29)
- Pław
- Gronów
- Łagów
- Leśniów Wielki
- Zielona Góra (S3, DK27) – obwodnica
- Sulechów (S3) – obwodnica
- Kaliska
- Chwalim
- Kargowa

### województwo wielkopolskie
- Kopanica – obwodnica planowana
- Żodyń – obwodnica planowana[12][13]
- Powodowo
- Wolsztyn – obwodnica śródmiejska
- Rostarzewo
- Rakoniewice
- Ruchocice
- Grodzisk Wielkopolski – obwodnica
- Ptaszkowo
- Kotowo
- Granowo
- Strykowo – obwodnica wybudowana w ramach Programu budowy 100 obwodnic na lata 2020-2030[2][14]
- Strykówko
- Stęszew (S5)